# 広島市立高陽中学校
広島市立高陽中学校（ひろしましりつ こうようちゅうがっこう）は、広島県広島市安佐北区に所在する公立中学校である。

## 概要
1949年(昭和24年)、5か村(狩小川、深川、落合、口田、福木)の組合立の学校として創立された。旧高陽町唯一の中学校であったが、学区内における生徒数増加により、広島市への合併から3年後の1976年(昭和51年)4月7日に、広島市立落合中学校が分離開校された。
本校の敷地内には、高陽町郷土資料館があり、高陽町内の考古遺物・歴史民俗資料が展示されている。

## 沿革

### 経緯
1949年(昭和24年)、安佐郡狩小川村、深川村、落合村、口田村、福木村の組合立の中学校として創立された。1955年(昭和30年)、狩小川村、深川村、落合村、口田村の合併による高陽町の発足により、安佐郡高陽町立高陽中学校と改称された。 1973年（昭和48年）、広島市への編入により広島市立高陽中学校と改称された。1976年(昭和51年)4月7日に、広島市立落合中学校が分離開校した。

### 年表
- 1949年(昭和24年) - 安佐郡狩小川村、深川村、落合村、口田村、福木村の組合立の中学校として創立
- 1955年(昭和30年) - 安佐郡高陽町立高陽中学校と改称
- 1973年(昭和48年) - 広島市立高陽中学校と改称
- 1976年(昭和51年)4月7日 - 広島市立落合中学校の開校により、校区を分離

## 部活動
- 女子バスケットボール部
- 男女バレーボール部
- 野球部
- サッカー部
- 陸上部
- 男女ソフトテニス部
- 卓球部
- 手芸部
- 吹奏楽部
- ESS部

## 校区
- 広島市立深川小学校
- 広島市立狩小川小学校

## 周辺施設
- 広島市立郷土資料館

## アクセス
- JR西日本芸備線中深川駅下車、徒歩5分
- バス停高陽中学校前下車、徒歩5分

## 著名な関係者
出身者
- 木村安子 - ローマオリンピック日本代表陸上競技選手。
- 木谷晃彦 - メキシコシティオリンピック日本代表競泳選手。
- 中野悟 - 東京オリンピック、メキシコシティオリンピック日本代表競泳選手。
- ØKI - THE STREET BEATSのボーカリスト[2][3]。

教職員
- 坪井直（日本原水爆被害者団体協議会代表委員、広島県被団協理事長） - 元教頭（ - 1981年）。